# Pacea de la Passarowitz

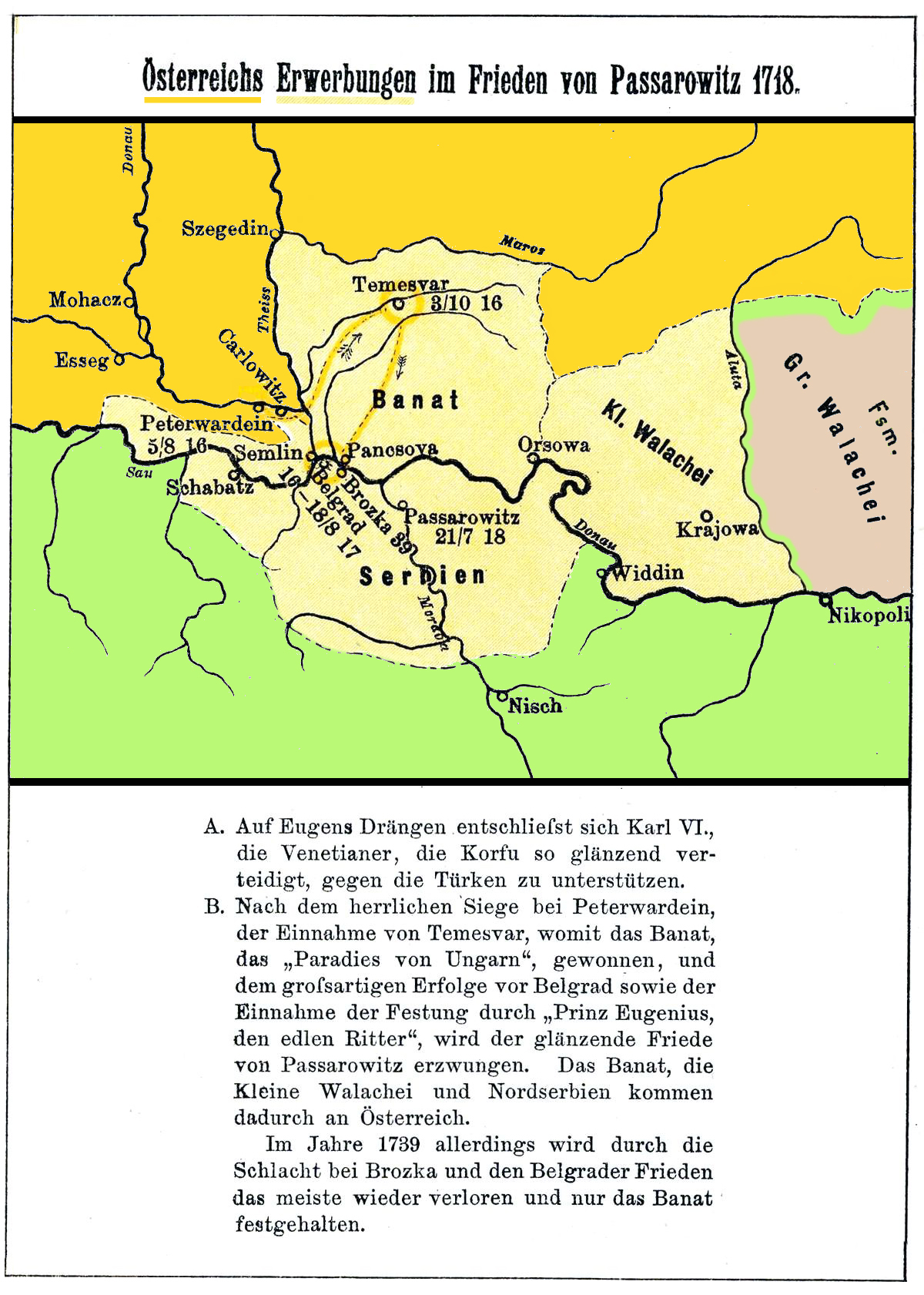
Teritoriile atribuite Habsburgilor în urma tratatului de la Pojarevăț

Tratatul de la Passarowitz sau de la Pojarevăț din 21 iulie 1718 a fost cel prin care s-a încheiat războiul dintre Imperiul Otoman pe de-o parte și Imperiul Habsburgic și Republica Venețiană de cealaltă parte. Tratatul a fost semnat la Pojarevăț (sârbă Požarevac, germană Passarowitz, în Serbia de nord, pe râul Morava).
În perioada 1714-1718 otomanii au avut mai multe succese împotriva Veneției și în luptele purtate în Grecia, dar au fost înfrânți la Petrovaradin (germană Peterwardein) în 1716 de către trupele imperiale habsburgice conduse de prințul Eugen de Savoia. Aici armata marelui vizir Damad Ali de 150.000 de oameni a fost înfrântă de habsburgi. În anul următor austriecii au cucerit Belgradul și, în 1716, anul luptei, Timișoara. Conform păcii, turcii pierdeau o mare parte din Serbia.

## Termeni
Tratatul a reflectat de jure situația militară existentă de facto în acel moment: Imperiul Otoman a pierdut Banatul Timișoarei, nordul Serbiei (inclusiv Belgradul), nordul Bosniei și Banatul Craiovei (Oltenia) în favoarea Sfântului Imperiu Roman. Republica Venețiană și-a pierdut posesiunile din peninsula Pelopones și din Creta, câștigate prin Tratatul de la Karlowitz, păstrând doar insulele Ioniene și Dalmația. Belgradul și Oltenia au fost obținute ulterior înapoi de Imperiul Otoman în 1739 prin Tratatul de la Belgrad.
De notat că din punct de vedere juridic, conform tratatelor semnate anterior, Imperiul Otoman nu avea dreptul să cedeze teritorii precum Oltenia (1718), nord-vestul Moldovei denumit de către austrieci Bucovina după anexarea din 1775, sau Moldova dintre Prut și Nistru denumită Basarabia după anexarea din 1812, deoarece nu erau provincii ale lui, ci aparțineau principatelor creștine tributare Țara Românească și Moldova. Voievozii atunci la putere (respectiv Ioan Mavrocordat în Țara Românească și Grigore III Ghica în Moldova), precum și mitropolitul Veniamin Costache, au protestat, însă zadarnic.

## Urmări

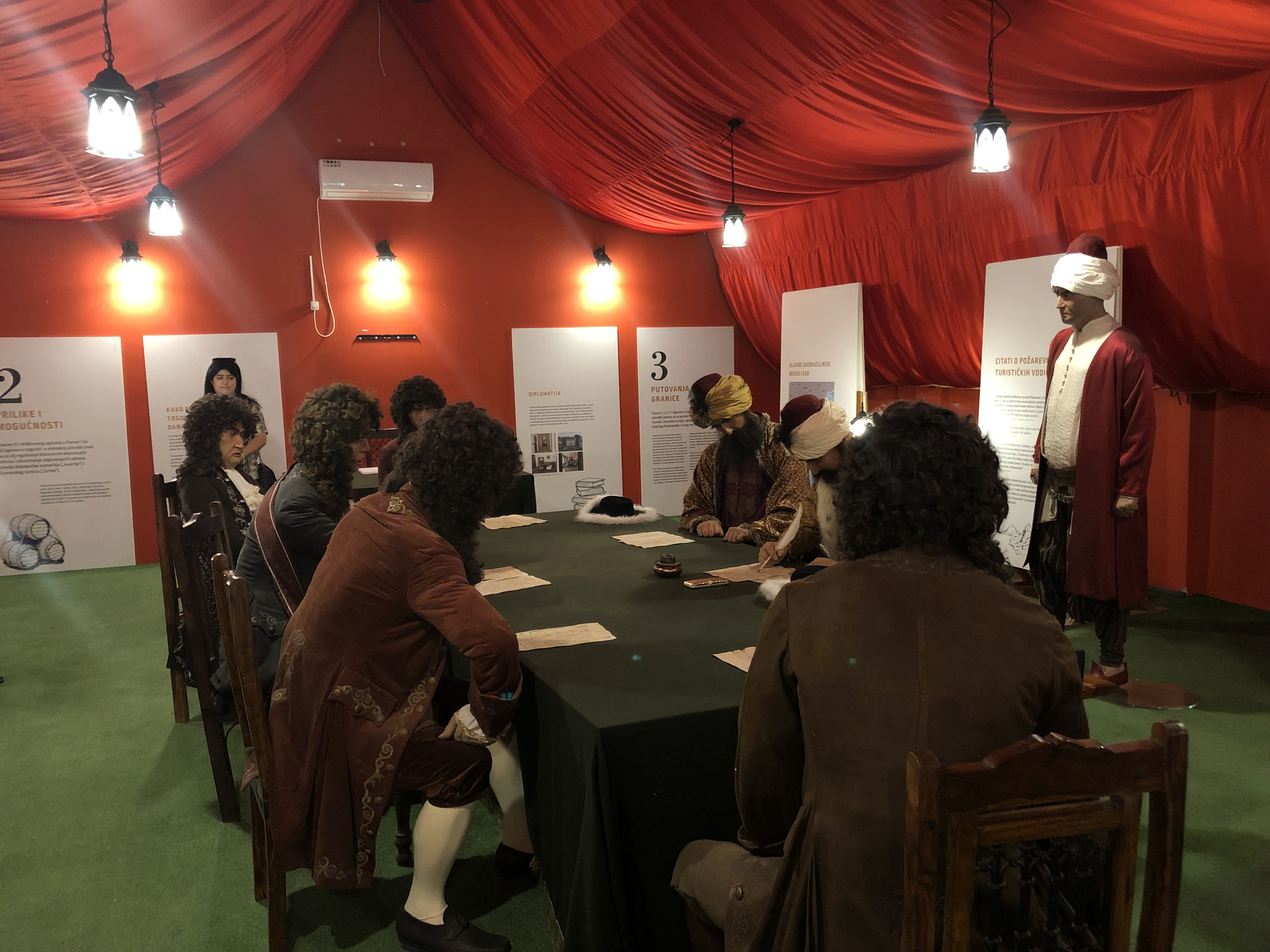
O expoziție în Požarevac arătând modul în care tratatul a fost semnat

Tratatul a oferit Habsburgilor controlul asupra părții de nord a Serbiei actuale, pe care o ocupaseră temporar în timpul Marelui Război Turc din 1688 și 1690. Habsburgii au stabilit Regatul Serbiei ca țară a coroanei. Habsburgii au format, de asemenea, Banatul într-o altă țară a coroanei.
Controlul austriac a durat 21 de ani, până la victoria turcească în războiul austro-rus-turc (1735–39). În Tratatul de la Belgrad din 1739, Imperiul Otoman a recâștigat nordul Bosniei, Serbia Habsburgică (inclusiv Belgradul) și părțile sudice ale Banatului Temeswar, iar Valahia Mică (Oltenia) a fost returnată Țării Românești.